# ممدوح سالم
لواء ممدوح سالم (1918 في الإسكندرية - 24 فبراير 1988 في لندن) كان سياسي وعسكري ورئيسَ وزراء مصري، تخرج في كلية الشرطة وتدرج في العمل حتى رتبة اللواء، فمديراً لأمن الإسكندرية.
اختاره الرئيس جمال عبد الناصر، ليكون مسؤولاً عن أمنه الشخصي، (1960 ـ 1967). ثم عين محافظاً لأسيوط عام 1967، ومحافظاً للغربية عام 1970، ثم محافظاً للإسكندرية 1970، وزيراً للداخلية عام 1971، ونائباً لرئيس الوزراء ووزيراً للداخلية عام 1972.
اختاره السادات رئيساً للوزراء عام 1975، وفي عهده جرت انتخابات برلمانية، شُهد بنزاهتها، وفي عام 1978 أُختير مساعداً لرئيس الجمهورية.

## وصلات خارجية
- ممدوح سالم على موقع الموسوعة البريطانية (الإنجليزية)
- ممدوح سالم على موقع مونزينجر (الألمانية)

| المناصب السياسية      | المناصب السياسية                                       | المناصب السياسية |
| --------------------- | ------------------------------------------------------ | ---------------- |
| سبقه عبد العزيز حجازي | رئيس مجلس الوزراء المصري 16 أبريل 1975 – 2 أكتوبر 1978 | تبعه مصطفى خليل  |